# Sara Ohlsson

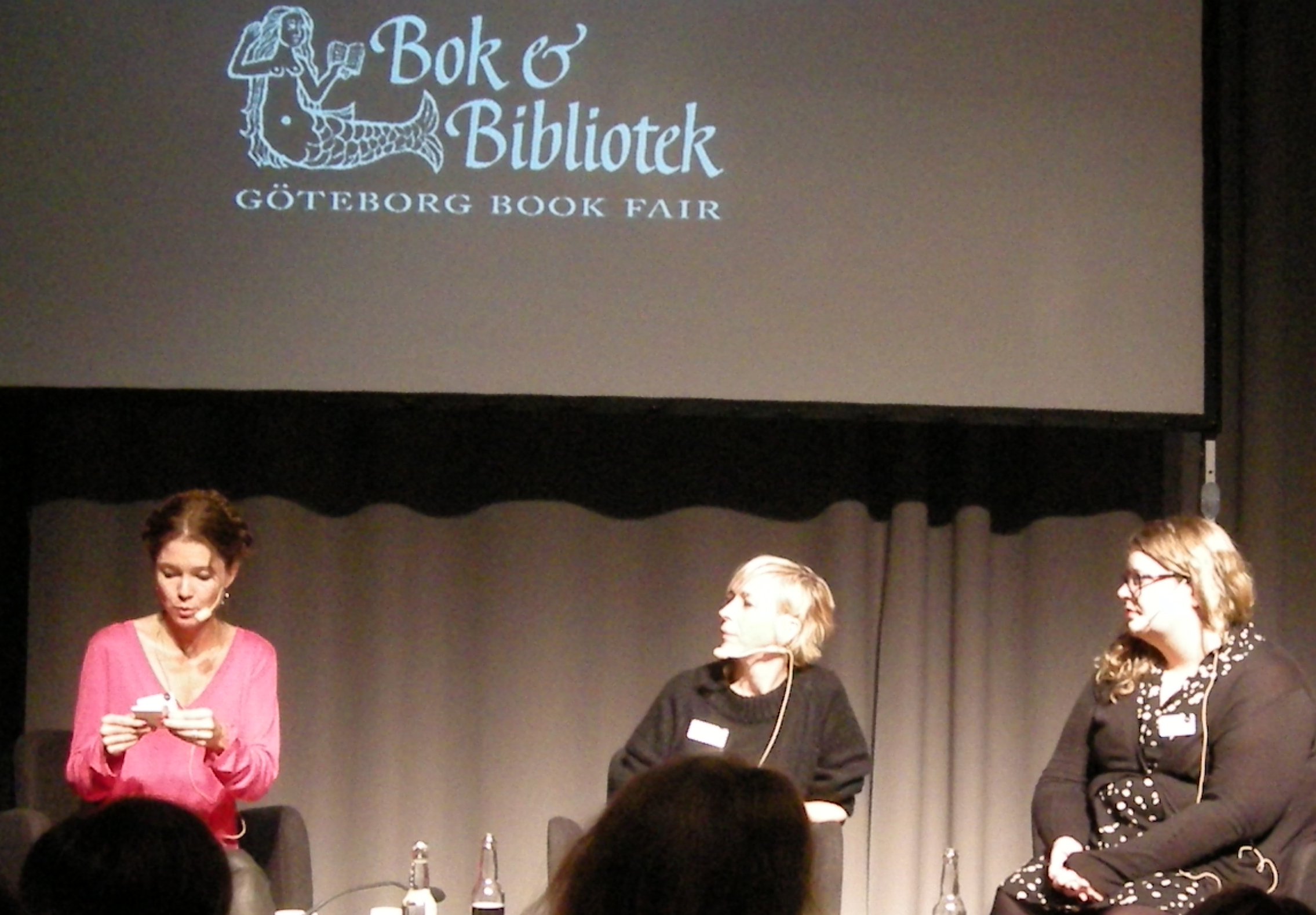
Sara Ohlsson (längst till höger) med Åsa Anderberg Strollo och Jenny Jägerfeld på Bokmässan i Göteborg 2012.

Sara Anna Maria Ohlsson, född 9 februari 1977 i Mörbylånga på Öland, är en svensk barn- och ungdomsboksförfattare. Hon har även varit verksam som journalist, redaktör och som planeringschef på Barnkanalen.  
Hon debuterade 2011 med ungdomsboken Jag är tyvärr död och kan inte komma till skolan idag på förlaget Gilla böcker. 2018 släpptes första boken om Frallan på Lilla piratförlaget, Frallan är bäst som riktar sig till barn i åldrarna 6-9 är.
Hon bor i Stockholm.